# 이동희 (1944년)
이동희(1944년 3월 3일 ~ )는 대한민국의 정치인이다. 제3·4·5대 안성시장을 역임했다.

## 학력
- 안성초등학교
- 안법중학교
- 안법고등학교
- 경희대학교 정치외교학과 중퇴

## 역대 선거 결과
|  | 37.66% |

|  | 54.7% |

|  | 50.97% |

|  | 54.19% |